# Міколаєво (Вармінсько-Мазурське воєводство)
Міколаєво (пол. Mikołajewo, нім. Blumberg) — село в Польщі, у гміні Бранево Браневського повіту Вармінсько-Мазурського воєводства.
Населення — 19 осіб (2011).
У 1975-1998 роках село належало до Ельблонзького воєводства.

## Демографія
Демографічна структура станом на 31 березня 2011 року:
|          | Загалом | Допрацездатний вік | Працездатний вік | Постпрацездатний вік |
| -------- | ------- | ------------------ | ---------------- | -------------------- |
| Чоловіки | 11      | 1                  | 6                | 4                    |
| Жінки    | 8       | 1                  | 3                | 4                    |
| Разом    | 19      | 2                  | 9                | 8                    |